# بيب بيسبول
بيسبول بيب هو نوع من لعبة البيسبول مُصمَّم ليلعبه الأشخاص الذين يعانون من ضعف البصر، حيث تُستخدم كرة تصدر صوت تنبيه، بهدف إتاحة فرصة لعب البيسبول للبالغين من ذوي الإعاقات البصرية. تنظم الرابطة سنويًا بطولات محلية وولائية وإقليمية، من بينها بطولة إندي إنفيتيشنال في إنديانابوليس بولاية إنديانا، وبطولة بولينجبروك بيب بول باش قرب شيكاغو بولاية إلينوي، التي تُعد من أوائل البطولات التي قدمت جائزة نقدية، إضافة إلى بطولات روبن دائرية في كولومبوس بولاية أوهايو، ومؤخرًا في منطقة فيلادلفيا.
في شهر آب من كل عام، ترعى الرابطة بطولة وطنية ودولية تُعرف باسم بطولة العالم. أُقيمت بطولة العالم لعام 2007 لأول مرة في مدينة لا تستضيف فريق بيسبول، وهي روتشستر بولاية مينيسوتا. كما أُقيمت البطولة في كولومبوس بولاية أوهايو عام 2004، وفي هيوستن بولاية تكساس عام 2005، وفي كليفلاند بولاية أوهايو عام 2006. أما في عام 2000، فقد أُقيمت بطولة العالم في تايوان.
أُقيمت بطولة العالم لعام 2018 في أو كلير بولاية ويسكونسن، ومن المقرر أن تُقام بطولة عام 2019 في تولسا بولاية أوكلاهوما.

## خارج الولايات المتحدة
تحظى لعبة البيسبول "بيب" بمتابعة قوية في فرنسا وألمانيا وإيطاليا، وقد نُظم حدث تجريبي لها في فارنهام بارك بإنجلترا عام 2013 بواسطة BaseballSoftballUK.

## القواعد الأساسية

### الإعداد والمعدات
تُلعب لعبة البيسبول "بيب" على ملعب عشبي بمشاركة ستة لاعبين ميدانيين (عادةً ما يكونون لاعب القاعدة الأولى، ولاعب القاعدة الثالثة، ولاعب القاعدة القصيرة، ولاعب الحقل الأيسر، ولاعب الحقل الأيمن، ولاعب الحقل الأوسط)، إلى جانب واحد أو اثنين من "المراقبين" من نفس الفريق، بالإضافة إلى الرامي، والمستقبل، والضارب من الفريق المنافس. يتم تعصيب أعين اللاعبين والضاربين. هناك أيضًا مركزا DH وDF (لاعب ميداني معين)، ويُشترط في أغلب الحالات أن يكونوا مكفوفين قانونيًا.
ومع ذلك، تنص قواعد رابطة البيسبول الوطنية على أنه إذا لم يتمكن الفريق من توفير الحد الأدنى من ستة ضاربين لملء بطاقة التشكيلة، يمكنه السماح لما يصل إلى متطوعين مبصرين بالمشاركة بعد تغطية أعينهم، ليلعبوا كما يفعل اللاعبون من ذوي الإعاقات البصرية. أما الماسك والرامي والمراقبون، فعادةً ما يكونون مبصرين ولا يرتدون عصابة على أعينهم، وإن وُجد عدد قليل منهم ممن يعانون من ضعف بصري جزئي.
تُستخدم في اللعب كرة لينة معدلة وكبيرة الحجم تصدر صوت تنبيه. أما القواعد، فهي زرقاء اللون، طول كل منها حوالي 5 أقدام (1.5 متر)، وتحتوي عادةً على رغوة داخلية مع إلكترونيات تُحدث طنينًا مستمرًا عند الضغط على مفتاح. يتم وضع كل قاعدة على بُعد 100 قدم (30 مترًا) من القاعدة الرئيسية، في مواقع تقابل القاعدتين الأولى والثالثة في لعبة البيسبول التقليدية.

### تسجيل النقاط
عندما يضرب الضارب الكرة، يقوم مشغل القاعدة بتفعيل إحدى القاعدتين (الأولى أو الثالثة) ليجري الضارب نحوها. إذا تمكن الضارب من لمس القاعدة قبل أن يلتقط أحد لاعبي الدفاع الكرة، يسجل الفريق الهجومي نقطة. يحتاج الضارب إلى أربع ضربات ليُعتبر خارجًا.
إذا تجاوزت الكرة خطي القاعدة أو لم تقطع مسافة 40 قدمًا (حوالي 12 مترًا)، تُعتبر خطأ وتُحتسب كضربة، إلا إذا كانت الضربة الرابعة المحتملة، ففي هذه الحالة يتم إعادة احتساب العدد ويتأرجح الضارب مرة أخرى. وإذا قطعت الكرة المضروبة مسافة 170 قدمًا (حوالي 52 مترًا) أو أكثر في الهواء فوق المنطقة العادلة قبل أن تستقر، فإنها تُعتبر ضربة منزلية، وذلك بناءً على إعلان الحكم.
أما إذا توقفت الكرة عن إصدار صوت التنبيه أو أصابت الرامي، فتُعتبر "كرة ميتة"، ويتم إعادة تعيين العدد ويُمنح الضارب فرصة لضرب الكرة مجددًا. لا يجوز لمس الكرة الميتة، وإذا حدث ذلك، تعتبر الكرة قد عادت إلى اللعب ويجب تسجيل الخروج.

### اكتشاف
يقوم المراقب أو المراقبون بنداء رقم يشير إلى الجزء من الملعب الذي تتجه إليه الكرة. عادةً، يُسمى منتصف الملعب الخارجي بالرقم 6، ويتم ترقيم كل جانب، الأيسر والأيمن، بالأرقام من 1 إلى 5 بنمط معكوس. لا يُسمح للمراقب بأن يقول أي شيء يتجاوز تحديد المنطقة المرقمة في الملعب، كما لا يجوز لمراقبين اثنين اتخاذ قرار بشأن نفس اللعبة؛ وإذا حدثت أي من هاتين الحالتين، تُسجل النتيجة لصالح الفريق الآخر.
يتجه اللاعبون نحو القسم المشار إليه ويستمعون بدقة لمكان الكرة، وغالبًا ما يلقون بأنفسهم أرضًا لالتقاطها. إذا تمكن أحد لاعبي الميدان من التقاط الكرة قبل وصول الضارب إلى القاعدة، يُعتبر الضارب خارجًا. وفي حالة نادرة إذا أمسك أحد لاعبي الميدان بالكرة في الهواء قبل أن تلمس الأرض أو أي جسم آخر، يُوقف الشوط تلقائيًا ويبدأ النصف التالي. كما يتولى المراقب مسؤولية متابعة اللعبة لضمان عدم حدوث أي تصادم بين اللاعبين.

### الأدوار
تتكون لعبة البيسبول عادةً من ستة أشواط. وتُطبق قواعد الأشواط الإضافية المعمول بها في دوري البيسبول الرئيسي بشكل عام على هذه اللعبة. إذا تقدم أحد الفريقين بفارق اثنتي عشرة نقطة أو أكثر، يُمنح الفريق الآخر فرصة للعب أشواط قصيرة، بحيث يواصل الفريق الخاسر الضرب في كل شوط، بينما يتولى الفريق الفائز مهمة اللعب الدفاعي. تُعرف هذه القاعدة باسم "قاعدة الاثنتي عشرة نقطة"، وعندما تحدث، يُقال إن فريقًا "سجل اثنتي عشرة نقطة" على حساب الفريق الآخر. وإذا تمكن الفريق المتأخر من تعويض الفارق، يستعيد الفريق الذي كان متقدمًا جميع محاولاته التي تم إلغاؤها.
لا توجد قيود على العمر أو الجنس في لعبة البيسبول، إذ يشارك فيها أشخاص تتراوح أعمارهم بين 12 عامًا و70 عامًا.

## الفرق
هناك العديد من الفرق، حيث يتجاوز عددها 200 فريق، ومن بينها حوالي 50 فريقًا منذ عام 2008، سواء كانت فرقًا سابقة أو حالياً، وقد تم إعادة تسمية بعضها.
- أريزونا سايدويندرز (تشاندلر، أريزونا).
- أتلانتا إكليبس.
- أثينا تيمبروولفز.
- أوغوستا هامرز.
- أوستن بلاك هوكس.
- أوستن جونيور هوكس.
- باي أريا مايكروشيبس (سان خوسيه، كاليفورنيا).
- بايو سيتي هيت (هيوستن، تكساس).
- BCS Outlaws (برايان/كوليدج ستيشن، تكساس).
- بوسطن رينيغيدز.
- قطاع الطرق برايل في مقاطعة بالم بيتش (ويست بالم بيتش، فلوريدا).
- أعاصير الكاريبي.
- شيكاغو كوميتس.
- كليفلاند سكرابرز.
- عاصفة كولورادو (بولدر، كولورادو).
- نجوم كولومبوس منتصف الليل.
- كولومبوس فايبرز.
- دايتونا باتس.
- طيور النحام في فلوريدا (أورلاندو، فلوريدا).
- إنديانابوليس ثاندر.
- أيوا ريبرز (أميس، أيوا).
- كانساس أول ستارز (كانساس سيتي، كانساس).
- طائر رودرانرز لون ستار (فورت وورث، تكساس).
- قاذفات لونغ آيلاند (روكفيل سنتر/فارمينغديل، نيويورك).
- لوس أنجلوس باتس.
- لاس فيغاس 20/20
- السنافر والبنوك (بلومنجتون، مينيسوتا).
- مينيسوتا ميلرز.
- نيوجيرسي لايتنينج.
- نيوجيرسي تيتانز.
- أبطال نيويورك (كولوني، نيويورك).
- قاذفات أوكلاهوما سيتي.
- بنسلفانيا وولفباك (فيلادلفيا، بنسلفانيا).
- فيلي فاير.
- بروفيدنس باور.
- روتشستر ريدوينجز (تم تغيير اسمه مؤخرًا إلى روتشستر بايونيرز) (روتشستر، نيويورك).
- سان أنطونيو جيتس (سان أنطونيو، تكساس).
- فرقة إطلاق النار في سانت لويس.
- سياتل ساوث كينج سلاجر.
- حراس جنوب كاليفورنيا (كليرمونت، كاليفورنيا).
- ساوث ويست سلامرز (توسان، أريزونا).
- رياضة للمكفوفين - فخر الأسد (سبوكين، واشنطن).
- أسماك الراي اللساع ستوكتون.
- تاكوما تايد.
- تايوان هومرون (إرفاين، كاليفورنيا).
- تورنتو بلايند جايز.
- أساطير الولايات المتحدة الأمريكية.
- تايلر تايجرز.
- كلاب الساحل الغربي (فريسنو، كاليفورنيا).
- ويتشيتا سونيكس (الآن ويتشيتا فالكونز).

## الروابط الخارجية
- الموقع الرسمي